# Zhuan Falun
Zhuan falun knjiga je koja je 1996. godine bila jedan od bestselera u najbrojnijoj državi na svijetu, Kini. Zhuan falun, osnovna knjiga prakse Falun gong-a, nije obična knjiga. Njegov sadržaj i učenje su redefinirali značenje Qigonga i kultiviranja. Štoviše, zahvaljujući ovoj knjizi, Falun gong je iz prakse kojom se bavilo 200.000 ljudi u Kini prerastao u praksu kojom se bavi 100 milijuna ljudi širom svijeta. Transformirao je milijune života, vraćajući ljudima odlično zdravlje i omogućavajući im da prakticiraju istinsko kultiviranje u skladu s višim načelima. Nakon objavljivanja 1995. godine, Zhuan falun preveden je na više od 12 jezika, a prevodi na nekoliko drugih jezika su u tijeku. 
Zhuan falun je iscrpno objašnjenje falun dafa (falun gonga) koje obuhvaća veliki niz tema, objašnjavajući stvari koje nijedan drugi autor nije objasnio do sada. Usprkos tome, njegov jezik ostaje jako pristupačan i jednostavan, jer tekst predstavlja zapis javnih predavanja koje je g. Li Hongzhi održao u Kini od 1992. do 1994. godine. Ljudi iz svih društvenih slojeva bili su inspirirani ovom knjigom da počnu prakticirati falun dafa. Ova knjiga predstavlja vodič za kultiviranje, kako za nove tako i za iskusne učenike. 
Zhuan falun sadrži objašnjenja: 
- porijeklo qigonga, uključujući zaboravljeno značenje "kultiviranja"
- korijeni bolesti i njihovo temeljito odstranjivanje
- karma: njeno porijeklo, djelovanje i transformacija u vrlinu
- odnos falun gonga s gigongom, budizmom, taoizmom i drugim metodama kultiviranja
- značenje i funkcija natprirodnih sposobnosti
- pitanje ishrane mesom i pitanje ovisnosti
- istinsko istodobno kultiviranje duha i tijela
- što je prosvijetljenje i što je ispunjenje

Li Hongzhi kaže:
»U stvari, bez obzira koliko još članaka izdamo, oni su samo dopunski materijal za Zhuan falun. Samo Zhuan falun može istinski voditi kultiviranje jedne osobe. On sadrži unutarnja značenja koja idu od nivoa običnih ljudi do neusporedivih visina. Sve dok se nastavite kultivirati, Zhuan falun će uvijek voditi vaše uzdizanje u kultiviranju.«

## Vanjske poveznice
- http://www.falungong-hr.net/knjige.html  Arhivirana inačica izvorne stranice od 10. svibnja 2007. (Wayback Machine)
- http://www.falundafa.org/eng/books.htm